# Podsędek
Een Podsędek (Latijn: Subiudex; letterlijk: sub-rechter) was een gerechtelijk ambtenaar van de Kroon van het Poolse Koninkrijk, het Groothertogdom Litouwen en later het Pools-Litouwse Gemenebest, die voor het leven was gekozen. Een Podsędek was verantwoordelijk voor contentieuze civiele zaken en kleine misdrijven. De functie werd na de Poolse Delingen opgeheven.